# Bromierzyk (powiat warszawski zachodni)
Bromierzyk – wieś w Polsce położona w województwie mazowieckim, w powiecie warszawskim zachodnim, w gminie Kampinos.
W latach 1954–1959 wieś należała i była siedzibą władz gromady Bromierzyk, po jej zniesieniu w gromadzie Wólka Smolana. W latach 1975–1998 miejscowość należała administracyjnie do województwa warszawskiego.
Nazwa wsi pochodzi od imienia Bromir.
Wzmiankowany od 1827 r. Bromirka i Bromirzyk. W 1827 r. wchodziła w skład gminy Łazy, powiat sochaczewski. Wieś liczyła 105 mieszkańców w 15 domach. Parafianie katolickiej parafii Zawady.
W 1936 roku ufundowano kapliczkę pw. św. Teresy, której budowę ukończono w 1937 roku. 17 stycznia 1945 roku radziecki czołg zniszczył miejscowy kościół. Po utworzeniu Kampinoskiego Parku Narodowego, Bromierzyk i wiele innych wsi zostały wysiedlone, a ich ziemie wykupione przez KPN.
W 2002 roku wieś liczyła 18 mieszkańców, a w 2005 roku 27 mieszkańców. Obecnie wieś już nie istnieje, a na jej miejscu porasta las („las wisielców”).
Miejsce po tej wsi słynie z legend o tajemniczych zjawiskach paranormalnych, tzw. „nawiedzenia”.